# Alchide

Struttura chimica del Glyptal, una resina alchidica commercializzata negli anni Quaranta negli USA.

Un alchide (dall'inglese alkyd) o resina alchidica è un poliestere termoindurente modificato con l'aggiunta di acidi grassi, oli o altri componenti. Si tratta di specie chimiche derivate da polioli e acidi dicarbossilici oppure anidridi degli acidi carbossilici.
Il termine deriva dalla fusione dei vocaboli anglosassoni alcohol e acid, ovvero alcol e acido, in relazione alle famiglie di composti chimici che costituiscono il materiale.
I primi tentativi di realizzare una resina alchidica risalgono al 1901, ma fu soltanto nel 1914 che si ottennero i primi risultati lavorando con acido oleico, olio di ricino, acido ftalico e glicerolo. Tuttavia si deve allo scienziato R.H. Kienle la messa a punto del processo produttivo, sfruttando polioli e acidi carbossilici, nel 1927. Le prime produzioni industriali furono avviate negli anni Trenta, ma la crisi economica e le successive conseguenze socio-economiche della seconda guerra mondiale ne ritardarono la diffusione, soprattutto in Italia, dove regnava ancora la politica autarchica di Mussolini.
Perfezionate negli anni 1940, ben presto si imposero come materiale di elezione nell'arte moderna e contemporanea, specialmente con pittori quali Picasso o Pollock, che le preferirono ai tradizionali oli siccativi. Ad ogni modo, soltanto a partire dagli anni Settanta sono diventate il legante chimico prevalente nelle opere pittoriche. Le prime resine furono commercializzate negli Stati Uniti sotto il nome di Glyptal, riflettendo il fatto che si trattava di composti del glicerolo e dell'acido ftalico. Funzionavano come vernici dal colore più pallido rispetto alle resine scure tradizionali o alle resine copali. La struttura del Glyptal è riportata in figura.
Se ne producono circa 200 000 tonnellate ogni anno.

## Settori di applicazione
Col passare del tempo le resine alchidiche sono divenute la classe di composti chimici più impiegata nel campo delle vernici e delle colorazioni, grazie allo strato omogeneo e impermeabile che tutela la superficie da molti agenti chimici. Svolgono anche un'azione anticorrosione e isolante. Data la varietà di ambiti in cui sono impiegate, può essere utile suddividerle in quattro categorie commerciali di base, distinte a seconda del contenuto di olio nella loro formulazione.
- Resine a corto olioː il contenuto di olio va dal 30 al 40%. Sono essenzialmente utilizzante come plastificanti o come vernici per superfici metalliche, con applicazioni soprattutto nel settore meccanico.
- Resine a medio olioː 45-55%. Usate per smalti a rapida essiccazione.
- Resine a lungo olioː contenuto dal 55 al 70%. Sono molto resistenti alle intemperie e all'invecchiamento e risultano comode per rivestire le imbarcazioni marine o per scopi architettonici.
- Resine a lunghissimo olioː il contenuto di olio in questo caso supera il 70% e a questa categoria appartengono le resine comuni al settore dell'edilizia ma anche quelle sfruttate negli inchiostri da stampa.

Le resine alchidiche si possono ulteriormente distinguere in modificate e non modificate, a seconda se presentano o meno monomeri vinilici (ad esempio: stirene), uretani o fenoli.